# Christophe Diedhiou
Christophe Diedhiou (* 8. Januar 1988 in Rufisque) ist ein senegalesischer Fußballspieler.

## Vereinskarriere
Diedhiou begann seine Karriere in seiner Heimatstadt beim ASC Yakaar. 2009 verließ er den Senegal und wechselte nach Frankreich, wo er sich dem SAS Épinal im vierklassigen CFA anschloss.
2012 wechselte er zur US Créteil, mit der er 2013 in die Ligue 2 aufstieg. Nach dem Abstieg des Klubs 2016 blieb er in der Ligue 2, in dem er zum Aufsteiger Gazélec FC Ajaccio wechselte. Dort kam Diedhiou in der Hälfte der Ligaspiele zum Einsatz und erzielte ein Tor. Nach nur einer Saison verließ er die Korsen und unterschrieb einen Vertrag beim belgischen Erstligisten Royal Excel Mouscron. Nach zwei Spielzeiten kehrte er in die Ligue 2 zurück, wo er sich dem FC Sochaux anschloss. 2022 verpasste er mit dem Klub nur knapp den Aufstieg in die Ligue 1. Anschließend wechselte er zum Ligakonkurrenten US Quevilly, der den Klassenerhalt erst über die Abstiegs-Play-outs schaffte.

## Nationalmannschaft
Sein Debüt in der senegalesischen Nationalmannschaft gab Diedhiou am 31. Mai 2014 beim 2:2 im Freundschaftsspiel gegen Kolumbien, als er in der 60. Spielminute eingewechselt wurde.